# Qualificazioni al campionato europeo maschile di calcio 1976
Questa voce raccoglie un approfondimento sui risultati degli incontri e sulle classifiche per l'accesso alla fase finale del Campionato europeo di calcio 1976.

## Formula
34 membri UEFA: 4 posti disponibili per la fase finale. Nessuna squadra è qualificata direttamente. Albania e Liechtenstein non partecipano alle qualificazioni.
Rimangono 32 squadre per 4 posti disponibili. Le qualificazioni si dividono in due turni: 
- Fase a gruppi: 32 squadre, divise in 8 gruppi (da quattro squadre), giocano partite di andata e ritorno. Le prime classificate di ogni gruppo accedono ai quarti di finale.
- Quarti di finale: 8 squadre, giocano partite di andata e ritorno. Le vincenti si qualificano alla fase finale.

In caso di parità di punti tra due o più squadre di uno stesso gruppo, le posizioni in classifica verranno determinate prendendo in considerazione, nell'ordine, i seguenti criteri:
1. maggiore numero di punti;
2. migliore differenza reti;
3. maggiore numero di reti segnate;
4. sorteggio.

## Sorteggio
Il sorteggio dei gruppi di qualificazione alla fase finale ha avuto il seguente esito:
| Gruppo 1                     | Gruppo 2                     | Gruppo 3                         | Gruppo 4                 | Gruppo 5                 | Gruppo 6                 | Gruppo 7                     | Gruppo 8              |
| ---------------------------- | ---------------------------- | -------------------------------- | ------------------------ | ------------------------ | ------------------------ | ---------------------------- | --------------------- |
| Cecoslovacchia               | Galles                       | Jugoslavia                       | Spagna                   | Paesi Bassi              | Unione Sovietica         | Belgio                       | Germania Ovest        |
| Inghilterra Portogallo Cipro | Ungheria Austria Lussemburgo | Irlanda del Nord Svezia Norvegia | Romania Scozia Danimarca | Polonia Italia Finlandia | Irlanda Turchia Svizzera | Germania Est Francia Islanda | Grecia Bulgaria Malta |

 Sono segnate in verde le Nazionali qualificate ai quarti di finale, in rosso quelle escluse dalla competizione europea. 

## Fase a gironi

### Gruppo 1
| Pos | Squadra        | Pti | G | V | N | P | GF | GS | DR  |
| --- | -------------- | --- | - | - | - | - | -- | -- | --- |
| 1   | Cecoslovacchia | 9   | 6 | 4 | 1 | 1 | 15 | 5  | +10 |
| 2   | Inghilterra    | 8   | 6 | 3 | 2 | 1 | 11 | 3  | +8  |
| 3   | Portogallo     | 7   | 6 | 2 | 3 | 1 | 5  | 7  | -2  |
| 4   | Cipro          | 0   | 6 | 0 | 0 | 6 | 0  | 16 | -16 |

| Squadra        | Cecoslovacchia (bandiera) | Inghilterra (bandiera) | Portogallo (bandiera) | Cipro (bandiera) |
| -------------- | ------------------------- | ---------------------- | --------------------- | ---------------- |
| Cecoslovacchia | —                         | 2 - 1                  | 5 - 0                 | 4 - 0            |
| Inghilterra    | 3 - 0                     | —                      | 0 - 0                 | 5 - 0            |
| Portogallo     | 1 - 1                     | 1 - 1                  | —                     | 1 - 0            |
| Cipro          | 0 - 3                     | 0 - 1                  | 0 - 2                 | —                |

### Gruppo 2
| Pos | Squadra     | Pti | G | V | N | P | GF | GS | DR  |
| --- | ----------- | --- | - | - | - | - | -- | -- | --- |
| 1   | Galles      | 10  | 6 | 5 | 0 | 1 | 14 | 4  | +10 |
| 2   | Ungheria    | 7   | 6 | 3 | 1 | 2 | 15 | 8  | +7  |
| 3   | Austria     | 7   | 6 | 3 | 1 | 2 | 11 | 7  | +4  |
| 4   | Lussemburgo | 0   | 6 | 0 | 0 | 6 | 7  | 28 | -21 |

| Squadra     | Galles (bandiera) | Ungheria (bandiera) | Austria (bandiera) | Lussemburgo (bandiera) |
| ----------- | ----------------- | ------------------- | ------------------ | ---------------------- |
| Galles      | —                 | 2 - 0               | 1 - 0              | 5 - 0                  |
| Ungheria    | 1 - 2             | —                   | 2 - 1              | 8 - 1                  |
| Austria     | 2 - 1             | 0 - 0               | —                  | 6 - 2                  |
| Lussemburgo | 1 - 3             | 2 - 4               | 1 - 2              | —                      |

### Gruppo 3
| Pos | Squadra          | Pti | G | V | N | P | GF | GS | DR  |
| --- | ---------------- | --- | - | - | - | - | -- | -- | --- |
| 1   | Jugoslavia       | 10  | 6 | 5 | 0 | 1 | 12 | 4  | +8  |
| 2   | Irlanda del Nord | 6   | 6 | 3 | 0 | 3 | 8  | 5  | +3  |
| 3   | Svezia           | 6   | 6 | 3 | 0 | 3 | 8  | 9  | -1  |
| 4   | Norvegia         | 2   | 6 | 1 | 0 | 5 | 5  | 15 | -10 |

| Squadra          | Jugoslavia (bandiera) | Irlanda del Nord (bandiera) | Svezia (bandiera) | Norvegia (bandiera) |
| ---------------- | --------------------- | --------------------------- | ----------------- | ------------------- |
| Jugoslavia       | —                     | 1 - 0                       | 3 - 0             | 3 - 1               |
| Irlanda del Nord | 1 - 0                 | —                           | 1 - 2             | 3 - 0               |
| Svezia           | 1 - 2                 | 0 - 2                       | —                 | 3 - 1               |
| Norvegia         | 1 - 3                 | 2 - 1                       | 0 - 2             | —                   |

### Gruppo 4
| Pos | Squadra   | Pti | G | V | N | P | GF | GS | DR  |
| --- | --------- | --- | - | - | - | - | -- | -- | --- |
| 1   | Spagna    | 9   | 6 | 3 | 3 | 0 | 10 | 6  | +4  |
| 2   | Romania   | 7   | 6 | 1 | 5 | 0 | 11 | 6  | +5  |
| 3   | Scozia    | 7   | 6 | 2 | 3 | 1 | 8  | 6  | +2  |
| 4   | Danimarca | 1   | 6 | 0 | 1 | 5 | 3  | 14 | -11 |

| Squadra   | Spagna (bandiera) | Romania (bandiera) | Scozia (bandiera) | Danimarca (bandiera) |
| --------- | ----------------- | ------------------ | ----------------- | -------------------- |
| Spagna    | —                 | 1 - 1              | 1 - 1             | 2 - 0                |
| Romania   | 2 - 2             | —                  | 1 - 1             | 6 - 1                |
| Scozia    | 1 - 2             | 1 - 1              | —                 | 3 - 1                |
| Danimarca | 1 - 2             | 0 - 0              | 0 - 1             | —                    |

### Gruppo 5
| Pos | Squadra     | Pti | G | V | N | P | GF | GS | DR  |
| --- | ----------- | --- | - | - | - | - | -- | -- | --- |
| 1   | Paesi Bassi | 8   | 6 | 4 | 0 | 2 | 14 | 8  | +6  |
| 2   | Polonia     | 8   | 6 | 3 | 2 | 1 | 9  | 5  | +4  |
| 3   | Italia      | 7   | 6 | 2 | 3 | 1 | 3  | 3  | 0   |
| 4   | Finlandia   | 1   | 6 | 0 | 1 | 5 | 3  | 13 | -10 |

| Squadra     | Paesi Bassi (bandiera) | Polonia (bandiera) | Italia (bandiera) | Finlandia (bandiera) |
| ----------- | ---------------------- | ------------------ | ----------------- | -------------------- |
| Paesi Bassi | —                      | 3 - 0              | 3 - 1             | 4 - 1                |
| Polonia     | 4 - 1                  | —                  | 0 - 0             | 3 - 0                |
| Italia      | 1 - 0                  | 0 - 0              | —                 | 0 - 0                |
| Finlandia   | 1 - 3                  | 1 - 2              | 0 - 1             | —                    |

### Gruppo 6
| Pos | Squadra          | Pti | G | V | N | P | GF | GS | DR |
| --- | ---------------- | --- | - | - | - | - | -- | -- | -- |
| 1   | Unione Sovietica | 8   | 6 | 4 | 0 | 2 | 10 | 6  | +4 |
| 2   | Irlanda          | 7   | 6 | 3 | 1 | 2 | 11 | 5  | +6 |
| 3   | Turchia          | 6   | 6 | 2 | 2 | 2 | 5  | 10 | -5 |
| 4   | Svizzera         | 3   | 6 | 1 | 1 | 4 | 5  | 10 | -5 |

| Squadra          | Unione Sovietica (bandiera) | Irlanda (bandiera) | Turchia (bandiera) | Svizzera (bandiera) |
| ---------------- | --------------------------- | ------------------ | ------------------ | ------------------- |
| Unione Sovietica | —                           | 2 - 1              | 3 - 0              | 4 - 1               |
| Irlanda          | 3 - 0                       | —                  | 4 - 0              | 2 - 1               |
| Turchia          | 1 - 0                       | 1 - 1              | —                  | 2 - 1               |
| Svizzera         | 0 - 1                       | 1 - 0              | 1 - 1              | —                   |

### Gruppo 7
| Pos | Squadra      | Pti | G | V | N | P | GF | GS | DR |
| --- | ------------ | --- | - | - | - | - | -- | -- | -- |
| 1   | Belgio       | 8   | 6 | 3 | 2 | 1 | 6  | 3  | +3 |
| 2   | Germania Est | 7   | 6 | 2 | 3 | 1 | 8  | 7  | +1 |
| 3   | Francia      | 5   | 6 | 1 | 3 | 2 | 7  | 6  | +1 |
| 4   | Islanda      | 4   | 6 | 1 | 2 | 3 | 3  | 8  | -5 |

| Squadra      | Belgio (bandiera) | Germania Est (bandiera) | Francia (bandiera) | Islanda (bandiera) |
| ------------ | ----------------- | ----------------------- | ------------------ | ------------------ |
| Belgio       | —                 | 1 - 2                   | 2 - 1              | 1 - 0              |
| Germania Est | 0 - 0             | —                       | 2 - 1              | 1 - 1              |
| Francia      | 0 - 0             | 2 - 2                   | —                  | 3 - 0              |
| Islanda      | 0 - 2             | 2 - 1                   | 0 - 0              | —                  |

### Gruppo 8
| Pos | Squadra        | Pti | G | V | N | P | GF | GS | DR  |
| --- | -------------- | --- | - | - | - | - | -- | -- | --- |
| 1   | Germania Ovest | 9   | 6 | 3 | 3 | 0 | 14 | 4  | +10 |
| 2   | Grecia         | 7   | 6 | 2 | 3 | 1 | 12 | 9  | +3  |
| 3   | Bulgaria       | 6   | 6 | 2 | 2 | 2 | 12 | 7  | +5  |
| 4   | Malta          | 2   | 6 | 1 | 0 | 5 | 2  | 20 | -18 |

| Squadra        | Germania Ovest (bandiera) | Grecia (bandiera) | Bulgaria (bandiera) | Malta (bandiera) |
| -------------- | ------------------------- | ----------------- | ------------------- | ---------------- |
| Germania Ovest | —                         | 1 - 1             | 1 - 0               | 8 - 0            |
| Grecia         | 2 - 2                     | —                 | 2 - 1               | 4 - 0            |
| Bulgaria       | 1 - 1                     | 3 - 3             | —                   | 5 - 0            |
| Malta          | 0 - 1                     | 2 - 0             | 0 - 2               | —                |

## Quarti di finale
| Squadra 1      | Totale | Squadra 2        | Andata | Ritorno |
| -------------- | ------ | ---------------- | ------ | ------- |
| Jugoslavia     | 3 - 1  | Galles           | 2 - 0  | 1 - 1   |
| Cecoslovacchia | 4 - 2  | Unione Sovietica | 2 - 0  | 2 - 2   |
| Spagna         | 1 - 3  | Germania Ovest   | 1 - 1  | 0 - 2   |
| Paesi Bassi    | 7 - 1  | Belgio           | 5 - 0  | 2 - 1   |

## Statistiche

### Classifica marcatori
8 reti
- Don Givens

6 reti
- Tibor Nyilasi

5 reti
- Hans Krankl
- Malcolm Macdonald
- Johan Cruyff

4 reti
- Zdeněk Nehoda
- Antonín Panenka
- Rob Rensenbrink
- Zoltan Crișan
- Dudu Georgescu
- Arfon Griffiths
- Jupp Heynckes
- Josip Katalinski

3 reti
- Georgi Denev
- Přemysl Bičovský
- Jozef Móder
- Mick Channon
- Jean-Marc Guillou
- Antōnīs Antōniadīs
- Gilbert Dussier
- Johan Neeskens
- Willy van der Kuijlen
- Tom Lund
- Grzegorz Lato
- Andrzej Szarmach
- Oleg Blokhin
- Viktor Kolotov
- John Toshack
- Erich Beer

2 reti
- Kurt Welzl
- Hristo Bonev
- Bozhil Kolev
- Pavel Panov
- Marián Masný
- Colin Bell
- Timo Rahja
- Giōrgos Delīkarīs
- Mimis Papaioannou
- László Nagy
- Nico Braun
- Paul Philipp
- Bryan Hamilton
- Robert Gadocha
- Nené
- Bruce Rioch
- Volodymyr Onyščenko
- Quini
- Santillana
- Thomas Nordahl
- Thomas Sjöberg
- Leighton James
- Bernhard Cullmann
- Ronald Worm
- Branko Oblak
- Momčilo Vukotić

1 rete
- Kurt Jara
- Helmut Köglberger
- Wilhelm Kreuz
- Herbert Prohaska
- Raoul Lambert
- Maurice Martens
- Wilfried Puis
- Jacques Teugels
- François Van der Elst
- Roger Van Gool
- Wilfried Van Moer
- Borislav Dimitrov
- Kiril Milanov
- Yordan Yordanov
- Dušan Galis
- Anton Ondruš
- Ladislav Petráš
- Lars Bastrup
- Peter Dahl
- Kristen Nygaard
- Peter Ducke
- Reinhard Häfner
- Martin Hoffmann
- Hans-Jürgen Kreische
- Jürgen Pommerenke
- Jürgen Sparwasser
- Joachim Streich
- Eberhard Vogel
- Kevin Keegan
- Matti Paatelainen
- Dominique Bathenay
- Marc Berdoll
- Christian Coste
- Jean Gallice
- Kostas Eleftherakis
- Lakis Glezos
- Kōnstantinos Iōsīfidīs
- Thomas Mavros
- Stavros Sarafis
- László Bálint
- László Branikovits
- József Horváth
- Sándor Pintér
- László Pusztai
- Béla Várady
- Tibor Wollek
- Jóhannes Eðvaldsson
- Matthías Hallgrímsson
- Ásgeir Sigurvinsson
- Roberto Boninsegna
- Fabio Capello
- Giorgio Chinaglia
- Richard Aquilina
- Vincent Magro
- Ruud Geels
- Harry Lubse
- Johnny Rep
- Wim Rijsbergen
- Frans Thijssen
- René van de Kerkhof
- Tommy Finney
- Allan Hunter
- Sammy McIlroy
- Sammy Morgan
- Chris Nicholl
- Martin O'Neill
- Erik Just Olsen
- Stein Thunberg
- Henryk Kasperczak
- João Resende Alves
- Mário Moinhos
- Rui Rodrigues
- Eoin Hand
- Mick Martin
- Ray Treacy
- Cornel Dinu
- Anghel Iordănescu
- Mircea Lucescu
- Billy Bremner
- Kenny Dalglish
- Joe Harper
- Joe Jordan
- Ted MacDougall
- Gordon McQueen
- Leonid Buryak
- Anatolij Kon'kov
- Vladimir Muntyan
- Volodymyr Veremeyev
- José Luis Capón
- José Claramunt
- Roberto Juan Martínez
- Alfredo Megido
- Pirri
- Manuel Velázquez
- Ángel María Villar
- Ralf Edström
- Ove Grahn
- Roland Sandberg
- Conny Torstensson
- Rudolf Elsener
- Kurt Müller
- Peter Risi
- Hanspeter Schild
- İsmail Arca
- Alpaslan Eratlı
- Mehmet Oğuz
- Mike England
- Ian Evans
- John Mahoney
- Gil Reece
- Phil Roberts
- Terry Yorath
- Uli Hoeneß
- Bernd Hölzenbein
- Manfred Ritschel
- Klaus Toppmöller
- Berti Vogts
- Herbert Wimmer
- Vladislav Bogićević
- Ivan Buljan
- Zvonko Ivezić
- Danilo Popivoda
- Ivica Šurjak
- Drago Vabec
- Franjo Vladić

Autoreti
- Tony Dunne (pro Turchia)
- Stefan Reshko (pro Turchia)
- İsmail Arca (pro Svizzera)